# جيم جونسون (لاعب هوكي جليد)
جيم جونسون (بالإنجليزية: Jim Johnson)‏ هو لاعب هوكي جليد أمريكي، ولد في 9 أغسطس 1962 في نيو هوب في الولايات المتحدة.

## وصلات خارجية
- جيم جونسون على موقع دوري الهوكي الوطني (الإنجليزية)
- جيم جونسون على موقع قاعة مشاهير الهوكي (لاعب أن.إتش.أل) (الإنجليزية)
- جيم جونسون على موقع EliteProspects.com (الإنجليزية)
- جيم جونسون على موقع HockeyDB.com (الإنجليزية)
- جيم جونسون على موقع Hockey-Reference.com (الإنجليزية)